# Klasea
Genre
Klasea est un genre de plantes à fleurs de la famille des Asteraceae.

## Liste d'espèces
Selon Catalogue of Life (20 avril 2019) :
- Klasea algarbiensis (Cantó) Cantó
- Klasea aphyllopoda (Iljin) Holub
- Klasea aznavouriana (Bornm.) Greuter & Wagenitz
- Klasea biebersteiniana (Grossh.) Hidalgo
- Klasea boetica (DC.) J. Holub
- Klasea bogdensis L. Martins
- Klasea bornmuelleri (Azn.) Greuter & Wagenitz
- Klasea bulgarica (Acht. & Stoj.) J. Holub
- Klasea calcarea (Mozaff.) Ranjbar & Negaresh
- Klasea cardunculus (Pall.) Holub
- Klasea centauroides (L.) Cass.
- Klasea cerinthifolia (Sm.) Greuter & Wagenitz
- Klasea chartacea (C. Winkl.) L. Martins
- Klasea coriacea (Fisch. & C. A. Mey.) Holub
- Klasea cretica (Turrill) J. Holub
- Klasea dissecta (Ledeb.) L. Martins
- Klasea erucifolia (L.) Greuter & Wagenitz
- Klasea flavescens (L.) J. Holub
- Klasea gracillima (Rech. fil.) L. Martins
- Klasea grandifolia (P. H. Davis) Greuter & Wagenitz
- Klasea hakkiarica (P. H. Davis) Greuter & Wagenitz
- Klasea hastifolia (Korovin & Kult. ex Iljin) L. Martins
- Klasea haussknechtii (Boiss.) Holub
- Klasea integrifolia (Vahl) Greuter
- Klasea khorasanica Ranjbar, Negaresh & Joharchi
- Klasea khuzistanica (Mozaff.) Mozaff. ex Hidalgo
- Klasea kotschyi (Boiss.) Greuter & Wagenitz
- Klasea kurdica (Post) Greuter & Wagenitz
- Klasea lasiocephala (Bornm.) Greuter & Wagenitz
- Klasea latifolia (Boiss.) L. Martins
- Klasea legionensis (Lacaita) J. Holub
- Klasea leptoclada (Bornm. & Sint.) L. Martins
- Klasea litwinowii (Iljin) Ranjbar & Negaresh
- Klasea lycopifolia (Vill.) A. & D. Löve
- Klasea lyratifolia (Schrenk) L. Martins
- Klasea marginata (Tausch) Kitag.
- Klasea melanocheila (Boiss. & Hausskn.) J. Holub
- Klasea moreana Greuter
- Klasea mouterdei (Arènes) Greuter & Wagenitz
- Klasea nana Ranjbar & Negaresh
- Klasea nudicaulis (L.) Fourr.
- Klasea oligocephala (DC.) Greuter & Wagenitz
- Klasea pallida (DC.) J. Holub
- Klasea paradoxa (Mozaff.) Ranjbar & Negaresh
- Klasea pinnatifida (Cav.) Talavera
- Klasea procumbens (Regel) Holub
- Klasea pusilla (Labill.) Greuter & Wagenitz
- Klasea quinquefolia (Willd.) Greuter & Wagenitz
- Klasea radiata (Waldst. & Kit.) A. & D. Love
- Klasea sanandajensis Ranjbar & Negaresh
- Klasea serratuloides (DC.) Greuter & Wagenitz
- Klasea sogdiana (Bunge) L. Martins
- Klasea suffruticulosa (Schrenk) L. Martins
- Klasea suffulta (Rech. fil.) L. Martins
- Klasea turkica Yild.
- Klasea viciifolia (Boiss. & Hausskn.) L. Martins
- Klasea yunus-emrei B. Dogan, Ocak & A. Duran

Selon The Plant List (20 avril 2019) :
- Klasea alcalae (Coss.) J.Holub
- Klasea aznavouriana (Bornm.) Greuter & Wagenitz
- Klasea baetica (Boiss. ex DC.) Holub
- Klasea bornmuelleri (Azn.) Greuter & Wagenitz
- Klasea bulgarica (Acht. & Stoj.) J.Holub
- Klasea cardunculus (Pall.) Holub
- Klasea caucasica (Boiss.) Greuter
- Klasea cerinthifolia (Sm.) Greuter & Wagenitz
- Klasea coriacea Holub
- Klasea cretica (Turrill) J.Holub
- Klasea erucifolia (L.) Greuter & Wagenitz
- Klasea flavescens (L.) Holub
- Klasea grandifolia (P.H.Davis) Greuter & Wagenitz
- Klasea hakkiarica (P.H.Davis) Greuter & Wagenitz
- Klasea haussknechtii (Boiss.) Holub
- Klasea integrifolia (Vahl) Greuter
- Klasea kotschyi (Boiss.) Greuter & Wagenitz
- Klasea kurdica (Post) Greuter & Wagenitz
- Klasea lasiocephala (Bornm.) Greuter & Wagenitz
- Klasea legionensis (Lacaita) J.Holub
- Klasea lycopifolia (Vill.) Á.Löve & D.Löve
- Klasea mouterdei (Arènes) Greuter & Wagenitz
- Klasea nudicaulis (L.) Fourr.
- Klasea oligocephala (DC.) Greuter & Wagenitz
- Klasea pinnatifida (Cav.) Talavera
- Klasea pusilla (Labill.) Greuter & Wagenitz
- Klasea quinquefolia (Willd.) Greuter & Wagenitz
- Klasea radiata (Waldst. & Kit.) Á.Löve & D.Löve
- Klasea serratuloides (DC.) Greuter & Wagenitz

Selon Tropicos (20 avril 2019) (Attention liste brute contenant possiblement des synonymes) :
- Klasea algida (Iljin) Hidalgo
- Klasea aphyllopoda Holub
- Klasea cardunculus (Pall.) Holub
- Klasea centauroides (L.) Cass. ex Kitag.
- Klasea chinensis (S. Moore) Kitag.
- Klasea coriacea Holub
- Klasea cupuliformis (Nakai & Kitag.) Kitag.
- Klasea dissecta (Ledeb.) L. Martins
- Klasea gmelinii Holub
- Klasea haussknechtii Holub
- Klasea hayatae (Nakai) Kitag.
- Klasea komarovii (Iljin) Kitag.
- Klasea lycopifolia (Vill) Á. Löve & D. Löve
- Klasea lyratifolia (Schrenk ex Fisch. & C.A. Mey.) L. Martins
- Klasea marginata (Tausch) Kitag.
- Klasea mongolicola (Kitag.) Kitag.
- Klasea nishimurana (Kitag.) Kitag.
- Klasea ortholepis (Kitag.) Kitag.
- Klasea polycephala (Iljin) Kitag.
- Klasea potaninii (Iljin) Kitag.
- Klasea procumbens (Regel) Holub
- Klasea rugosa (Iljin) Kitag.
- Klasea sogdiana (Bunge) L. Martins
- Klasea strangulata (Iljin) Kitag.
- Klasea suffruticulosa (Schrenk) L. Martins
- Klasea yamatsutana (Kitag.) Kitag.